# Groupies bleiben nicht zum Frühstück
Groupies bleiben nicht zum Frühstück é uma comédia cinematográfica alemã de 2010 dirigida por Marc Rothemund [de].

## Sinopse
Lila (Anna Fischer) retorna a Berlim após passar um ano nos Estados Unidos. Ela conhece Chriz (Kostja Ullmann) e se apaixona por ele. Sem que ela soubesse, Chriz é a famosa estrela do Berlin Mitte, uma banda famosa.

## Elenco
- Anna Fischer [de] - Lila Lorenz
- Kostja Ullmann - Chriz
- Inka Friedrich [de] - Dr. Angelika Lorenz
- Amber Bongard [de] - Luzy Lorenz
- Nina Gummich [de] - Nike
- Roman Knižka [de] - Paul
- Ben Braun [de] - Tom